# Zhongnan

Région du Zhongnan de la république populaire de Chine

Le Zhongnan (Sinogramme simplifié : 中南 ; pinyin: Zhōngnán) est une région géographique de la république populaire de Chine qui inclut les provinces du Guangdong, Hainan, Henan, Hubei, et Hunan, ainsi que la région autonome du Guangxi, mais exclut deux régions administratives spéciales : Hong Kong et Macao.
Elle peut être sous-divisée en Huazhong et Huanan.

## Divisions administratives
Provinces
| Nom       | Chinois (S) | pinyin    | Abréviation | Capitale de la province | Chinois | pinyin    | Liste des subdivisions administratives |
| --------- | ----------- | --------- | ----------- | ----------------------- | ------- | --------- | -------------------------------------- |
| Guangdong | 广东        | Guǎngdōng | 粤 yuè      | Guangzhou               | 广州    | Guǎngzhōu | Liste                                  |
| Hainan    | 海南        | Hǎinán    | 琼 qióng    | Haikou                  | 海口    | Hǎikǒu    | Liste                                  |
| Henan     | 河南        | Hénán     | 豫 yù       | Zhengzhou               | 郑州    | Zhèngzhōu | Liste                                  |
| Hubei     | 湖北        | Húběi     | 鄂 è        | Wuhan                   | 武汉    | Wǔhàn     | Liste                                  |
| Hunan     | 湖南        | Húnán     | 湘 xiāng    | Changsha                | 长沙    | Chángshā  | Liste                                  |

Région autonome
| Nom     | Chinois (S) | pinyin  | Nom local | Abréviation | Capitale de la province | Chinois | pinyin  | Nom local | Liste des subdivisions administratives |
| ------- | ----------- | ------- | --------- | ----------- | ----------------------- | ------- | ------- | --------- | -------------------------------------- |
| Guangxi | 广西        | Guǎngxī | Gvangjish | 桂 Guì      | Nanning                 | 南宁    | Nánníng | Nanzningz | Liste                                  |

Régions administratives spéciales
| Nom       | Chinois (T) | Jyutping    | Abréviation | Liste des subdivisions administratives |
| --------- | ----------- | ----------- | ----------- | -------------------------------------- |
| Hong Kong | 香港        | Heung1Gong2 | 港 Gǎng     | Liste                                  |
| Macao     | 澳門        | O3Mun4      | 澳 Ào       | Liste                                  |